# Isla Campanario
La isla Campanario, también conocida como isla Chiquipa, es una isla de Bolivia que se encuentra en el norte de la parte boliviana del Lago Titicaca casi en la frontera con Perú. Es una isla pequeña y escarpada, cuenta con una superficie de aproximadamente de 0,8 km². Presenta una orografía escarpada por los vientos y además por ser una isla altiplanica.